# Christian Storz
Pour les articles homonymes, voir Storz.
Christian Storz (né le 8 décembre 1865 à Tuttlingen et mort le 27 mars 1943 à Guntzbourg) est un avocat allemand, homme politique et député du Reichstag.

## Biographie
Storz est le fils de bourgmestre de Tuttlingen et du député du parlement Christian Storz (de). Il étudie à l'école élémentaire et latine de Tuttlingen, au lycée de Tübingen, aux universités de Tübingen, Munich et Strasbourg. À partir de 1892, il est avocat et à partir de 1900 également secrétaire de la Chambre de commerce de Heidenheim. De 1899 à 1903, il est président du club de chant de Heidenheim. Il publie les écrits: Réflexions et suggestions sur le système ferroviaire du sud de l'Allemagne et lettres de voyage de l'Afrique de l'Ouest et contributions au développement des colonies allemandes du Togo et du Cameroun .
De 1903 à 1912, il est député du Reichstag pour la 14e circonscription de Württemberg (Ulm, Heidenheim, Geislingen (de)) avec le Parti populaire allemand. Il est également membre de la chambre des députés de Wurtemberg de 1906 à 1913.